# Eidgenössisches Armbrustschützenfest

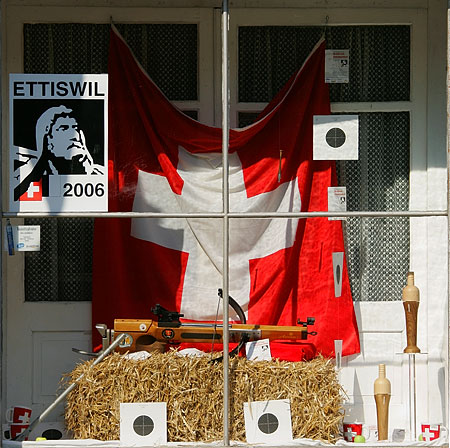
Eidgenössisches Armbrustschützenfest 2006 in Ettiswil

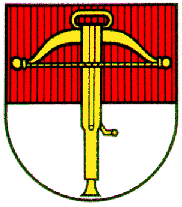
Armbrust im Wappen von Hildisrieden

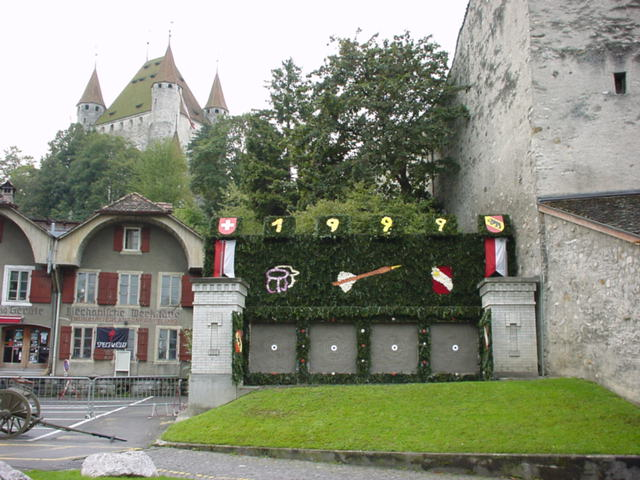
Tätsch- oder Täntschscheiben in Thun 1999

Das Eidgenössische Armbrustschützenfest (französisch Fête Fédérale de Tir à l'arbalète, italienisch Festa federale di tiro della balestra, rätoromanisch Festa federala da tir cul balaister) gehört zu den traditionellen nationalen Veranstaltungen des modernen Bundesstaates und der modernen Demokratie in der Schweiz. Das «Eidgenössische» stellt den Höhepunkt der Aktivitäten aller Armbrustschützenvereine (Sektionen) dar, auf das in den Zwischenjahren hingearbeitet wird.

## Geschichte
Die griechische Gastraphetes im 3. Jahrhundert v. Chr. zählt zu den antiken Vorläufern der Armbrust. Die Armbrustschützen der Republik Genua galten als die besten Europas und wurden schon 1012 urkundlich erwähnt. In der Schlacht von Crécy von 1346, zu Beginn des Hundertjährigen Krieges, kämpften in der französischen Armee rund 6.000 Armbrustschützen zumeist aus Genua. Mit dem Übergang vom Handspannen zum Fussspannen wurde die Armbrust zur wichtigsten Handfernwaffe in den grossen Landschlachten.
In der Schweiz wurde die Armbrust erstmals auf dem Siegel des Luzerner Rates Johann von Hildisrieden de Hochdorf aus dem Jahr 1235 dargestellt. Die Armbrust im Gemeindewappen von Hildisrieden weist auf diesen Ursprung hin. Die ältesten Bogen- und Armbrust-Gilden befanden sich im späteren Mittelalter in Zürich, Schaffhausen und Basel. Die Zürcher Bogen- und Armbrustgilden nahmen im 14. Jahrhundert eine bevorzugte Stellung neben den Zünften ein.
Im 16. Jahrhundert löste das Gewehr mit den schnellen Geschossen und der hohen Feuergeschwindigkeit die Bogenwaffe für militärische Zwecke ab und diente fortan als Übungswaffe für die Schiessausbildung. Das Armbrustschiessen wurde nur noch im Raum Winterthur, Thurgau und der Innerschweiz gepflegt. Der Schaffhauser Oberst Bollinger konstruierte eine Armbrust als Übungswaffe für die reifere Jugend. Mit dieser Waffe wurde bis 1919 an den Zürcher Militärschulen geschossen. Als Ziel und insbesondere zur Schonung der wenig entwickelten Pfeile wurde auf eine Lehmscheibe, den «Tätsch» geschossen, für den der «Tätschmeister» zuständig war. In einzelnen Zürcher Gemeinden (Benken, Watt) und in Thun (Ausschiesset) wird die Tradition des Tätsch-Schiessen mit der «Bollingrischen Armbrust» durch die Schulkinder bis heute gepflegt.
Mit Wilhelm Tell wurde die Armbrust zu einem Symbol des Patriotismus, wie eine Briefmarke um 1900 zeigt. Die Armbrust gilt seit 1917 als Markenzeichen (Swiss Label) für Schweizer Qualität, Präzision und Zuverlässigkeit.
Der Eidgenössische Armbrustschützenverband (EASV) wurde 1898 von den Vertretern verschiedener Schweizer Ortsektionen gegründet. Sein Zweck ist die Förderung des Armbrustschiessen auf nationaler und internationaler Ebene, die Aus- und Weiterbildung von Jugendlichen und Mitgliedern, die Veranstaltung und Überwachung von Kursen, Wettschiessen und Schützenfesten, die Neugründung und Erhaltung von Armbrustschützenvereinen oder Gesellschaften (Sektionen), die Unterstützung von Unterverbänden, Vereinigungen und Sektionen in technischer und administrativer Hinsicht. Seit 1898 organisiert der EASV Schützenfeste auf nationaler Ebene, die Eidgenössischen Armbrustschützenfeste. In deren Rahmen finden oftmals auch Europa- und Weltmeisterschaften statt.
Die Verbreitung des Armbrustschiessen in der Schweiz führte dazu, dass in den 40er und 50er Jahren verschiedene Armbrusttypen als Ordonanzwaffe in mehreren Schweizer Firmen (Anton Rüegg, Steinhausen – Fritz Kuchen, Winterthur – Weber, Dübendorf – Gustav Schmid, Necker) produziert werden konnten. Als die ab 1950 vom Eidgenössischen Armbrustschützenverband organisierten internationalen Wettkämpfe eine einheitliche Matcharmbrust verlangten, waren Schweizer Entwickler (Gustav Schmid – Georg Winzeler, Höngg – Schallberger und Inauen) – oft zugleich international erfolgreiche Schützen – an wesentlichen technischen Weiterentwicklungen der Matcharmbrust beteiligt.

## Eidgenössisches Armbrustschützenfest heute
Das Eidgenössische Armbrustschützenfest soll ab 2016 alle drei Jahre stattfinden. Es handelt sich um einen sportlichen Grossanlass mit nationaler und internationaler Beteiligung mit vielen Besuchern sowie einem Festakt mit Fahnenübergabe, Reden und Festbanketten. Am eidgenössischen Armbrustschützenfest 2011 in Unterägeri nahmen 1200 Schützen aus der ganzen Schweiz und neun Nationen Europas während 10 Tagen an den beiden Ausstichen zum Eidgenössischen Schützenkönig und an den 21. Europameisterschaften teil. Am eidgenössischen Armbrustschützenfest 2019 in Ringgenberg nahmen rund 1000 Schützen teil, 2022 in Neuwilen knapp 850 Schützen.

## Eidgenössische Armbrustschützenfeste
| - 1. 1898 Zürich-Oberstrass - 2. 1901 Zürich-Wiedikon - 3. 1908 Zürich-Wipkingen - 4. 1912 Zürich-Riesbach - 5. 1925 Winterthur - 6. 1930 Zürich-Wiedikon - 7. 1935 Degersheim - 8. 1938 Oberwinterthur - 9. 1947 Zollikon - 10. 1952 Winterthur - 11. 1956 Zug - 12. 1961 Oberengstringen | - 13. 1966 Utzenstorf - 14. 1971 Rothenburg - 15. 1976 Schönengrund - 16. 1981 Ringgenberg - 17. 1986 Sulgen - 18. 1991 Dallenwil - 19. 1996 Frauenfeld - 20. 2001 Horgen, inkl. 12. WM - 21. 2006 Ettiswil - 22. 2011 Unterägeri, inkl. 21. EM - 23. 2016 Zürich - 24. 2019 Ringgenberg BE - 25. 2022 Neuwilen |